# Aéroport de Petropavlovsk-Kamtchatski
Ne pas confondre avec l'aéroport de Petropavl.
L'aéroport de Iélizovo (en russe : Елизово (аэропорт))  de Petropavlovsk-Kamtchatski est un aéroport russe situé dans le kraï du Kamtchatka.

## Situation

### Carte des aéroports russes
| \| 50 km1:1 791 000 \| Koursk Abakan Anapa Pskov Arkhangelsk Astrakhan Barnaoul Belgorod Blagoveshchensk Bratsk Grozny Guelendjik Iakoutsk Iékaterinbourg Ijevsk Ioujno-Sakhalinsk Irkoutsk Kaliningrad Kazan Kemerovo Khabarovsk Khanty-Mansiïsk Krasnodar Krasnoïarsk Magadan Magnitogorsk Makhachkala Mineralnye Vody Mirny Moscou · SVO Moscou · DME Moscou-VKO Mourmansk Narian-Mar Nijnekamsk Nijnevartovsk Nijni Novgorod Noïabrsk Alykel Novokouznetsk Novossibirsk Novy Ourengoï Omsk Orenbourg Oufa Oulan-Oude Oulianovsk Perm Petropavlovsk-Kamtchatski Rostov · sur-le-Don Sabetta Saint-Pétersbourg Salekhard Samara Saratov Simferopol Sotchi Sourgout Stavropol Kyzyl Syktyvkar Tcheliabinsk Tchita Tioumen Tomsk Vladivostok Volgograd Voronej |
| 50 km1:1 791 000 |

## Compagnies et destinations
| Compagnies                              | Destinations                                                                                    |
| --------------------------------------- | ----------------------------------------------------------------------------------------------- |
| Aeroflot                                | Moscou Chérémétiévo                                                                             |
| Aeroflot opéré par Aurora               | Khabarovsk, Magadan-Sokol (en), Vladivostok, Ioujno-Sakhalinsk                                  |
| Aeroflot opéré par Rossiya Airlines     | Moscou-Vnoukovo                                                                                 |
| Pegas Fly                               | En saison charter : Cam Ranh                                                                    |
| Petropavlovsk-Kamchatsky Air Enterprise | Nikolskoye, Ossora, Ozernaya, Palana, Sobolevo, Tigil, Tilichiki, Ust-Hairyuzovo, Ust-Kamchatsk |
| S7 Airlines                             | Vladivostok                                                                                     |
| S7 Airlines opéré par Globus            | Novossibirsk-Tolmatchevo                                                                        |
| Ural Airlines                           | Irkoutsk, Saint-Pétersbourg-Poulkovo, Vladivostok, Iékaterinbourg-Koltsovo                      |
| Yakutia Airlines                        | Khabarovsk, Vladivostok                                                                         |
| Yakutia Airlines                        | Khabarovsk, Vladivostok En saison: Anchorage-T.-Stevens, Tokyo-Narita, Iakoutsk                 |

Édité le 16/06/2018